# Arco de São Jorge
Arco de São Jorge é uma freguesia portuguesa do município de Santana, na ilha da Madeira, Região Autónoma da Madeira, com 4,0 km² de área e 364 habitantes (censo de 2021). A sua densidade populacional é 91 hab./km².
A estrada regional que passa nesta freguesia dá acesso ao concelho de Santana e ao de S. Vicente. As actividades principais da população são a agricultura e a viticultura. Tem costa no Oceano Atlântico a norte e montanhas a sul.

## História
A origem do nome da Freguesia do Arco de São Jorge advém dos montes que a circundam em forma de “arco”.
Até 1676 o território da actual freguesia pertencia à Freguesia de São Jorge, da qual herdou o “apêndice” de “São Jorge”. O Arco de São Jorge foi elevado à categoria de freguesia a 28 de Dezembro desse mesmo ano.
Pertenceu à Freguesia de São Jorge desde que esta foi criada em 1515, mas no ano de 1676 foi separada, e então denominada de Arco de São Jorge.
Um dos primeiros colonizadores da Madeira foi Pedro Gomes Galdo, que teve largas terras de sesmaria em São Jorge e Boaventura, podendo presumir que nelas estivessem incluídos os terrenos que depois constituíram a freguesia do Arco de São Jorge. Pensa-se que a Freguesia do Arco de São Jorge foi povoada entre os fins do século XV e primeiro quartel do século XVI, pouco depois do inicio do povoamento do Calhau de São Jorge.
Esta pequena freguesia é uma das mais férteis de todo o norte da Ilha da Madeira. Produz todos os géneros agrícolas, com grande destaque para o cultivo de cana-de-açúcar.
Um dos principais sítios da Freguesia de São Jorge é a Quebrada em que o seu nome ficou a dever-se à grande quebrada que houve no passado, desagregando-se de outros terrenos por ali perto, principalmente do Arco Pequeno.
No século XVI a população local desta freguesia eram proveniente sobretudo do Minho e do Algarve.
A sua primitiva ermida, dedicada a Nossa Senhora da Piedade, de finais do século XVI, localizava-se no actual Sítio dos Casais, tendo servido de sede paroquial aquando da criação da freguesia.
Em 18 de janeiro de 1740 procedeu-se à construção de uma nova igreja paroquial, em virtude da ermida de Nossa Senhora da Piedade se encontrar em lamentável estado de conservação.
Em 31 de março de 1748 um terramoto provocou grandes estragos na Igreja Paroquial.

## Demografia
A população registada nos censos foi:
| Distribuição da População por Grupos Etários | Distribuição da População por Grupos Etários | Distribuição da População por Grupos Etários | Distribuição da População por Grupos Etários | Distribuição da População por Grupos Etários |
| -------------------------------------------- | -------------------------------------------- | -------------------------------------------- | -------------------------------------------- | -------------------------------------------- |
| Ano                                          | 0-14 Anos                                    | 15-24 Anos                                   | 25-64 Anos                                   | > 65 Anos                                    |
| 2001                                         | 67                                           | 78                                           | 258                                          | 106                                          |
| 2011                                         | 36                                           | 43                                           | 230                                          | 104                                          |
| 2021                                         | 41                                           | 19                                           | 167                                          | 137                                          |

### Manuel Gonçalves, O “Feiticeiro do Norte” (1858*-1927)
É uma das personalidades mais representativas desta freguesia e atualmente tem uma pequena biblioteca com o seu nome.
Foi agricultor, pedreiro e poeta. Era um homem do povo, analfabeto, cuja poesia popular ganhou adeptos por toda a ilha.
Nasceu na freguesia do Arco de São Jorge em 14 de outubro de 1858. Filho de João Gonçalves de Freitas e de Maria Júlia. Conservou a alcunha dos seus antepassados.
Casou ainda jovem com Maria de Jesus. Tiveram uma criança que acabou por falecer, assim como a sua 1ª esposa.
Casou em segundas núpcias com Maria de Jesus Pestana de quem teve 8 filhos (4 dos quais também faleceram).
Segundo Gomes (1959), a poesia de Manuel Gonçalves “é uma reminiscência do jogral medieval, que simultaneamente divertia de censurava”. Segundo o mesmo autor, este poeta ganhou popularidade essencialmente pela sua “sinceridade, espontaneidade, limpidez e originalidade” sendo que a sua principal característica foi criar e não repetir.
A sua arte de rimar começou a evidenciar-se perto dos 40 anos nos arraiais madeirenses onde a sua veia criadora se cruzou com os sons do “rajão” e dos “ferrinhos”.
Emigrou para o Brasil em 1910 chegando a editar naquele país dois poemas.
Fisicamente era um homem que se evidenciava pela sua farta barba que ostentava com orgulho, à imagem dos filósofos. Tinha uma deformidade nas pernas. Nas suas palavras, tinha um “corpo malfeitaço”, “era cambado das pernas”, tinha o “pescoço curto”, os “olhos encolhidos”, “braços delgados e dedos compridos”.
Morreu no Arco de São Jorge a 19 de Março de 1927.
A maior parte da sua bibliografia está impressa em folhetos avulsos os quais vendia nos arraiais e de entre os quais destacaríamos: O Santo António; A Chegada de Suas Majestades; As raparigas dos bordados; O Lavrador; A cidade do Funchal; As inundações de 1895; O meu galo preto; A antiguidade de meu pai; A vida do Feiticeiro do Norte, descrita por ele mesmo; A Madeira; A imigração da Madeira; A peste do Lazareto; Pedro Alvares Cabral e Portugal e Brasil (Editado no Brasil).
A data do seu nascimento não é bem clara. Segundo Silva (1998), Manuel Gonçalves terá nascido em mil oitocentos e sessenta e tanto enquanto Porto da Cruz (1953) refere que terá nascido em 1868. Nos seus versos autobiográficos, Manuel Gonçalves refere que nasceu em 1858.

## Freguesias próximos e outras particularidades
- Boaventura, oeste
- São Jorge, leste

O Arco de São Jorge possui, entre outras infra-estruturas, uma igreja, um museu (do vinho e da vinha) e um centro cívico com: centro de dia, centro de saúde, casa do povo, junta de freguesia, segurança social, zona de conferências, espaço internet e lavandaria. Possui ainda três unidades de turismo rural. 
Numa destas unidades (Quinta do Arco), os hóspedes e visitantes são convidados a apreciar os belos pomares subtropicais que povoam toda a sua área, mas principalmente a admirar a maior coleção de rosas de Portugal.

## Património Arquitetónico
Património arquitetónico referido no SIPA:
- Igreja Paroquial de Arco de São Jorge / Igreja de São José